# Кундська культура

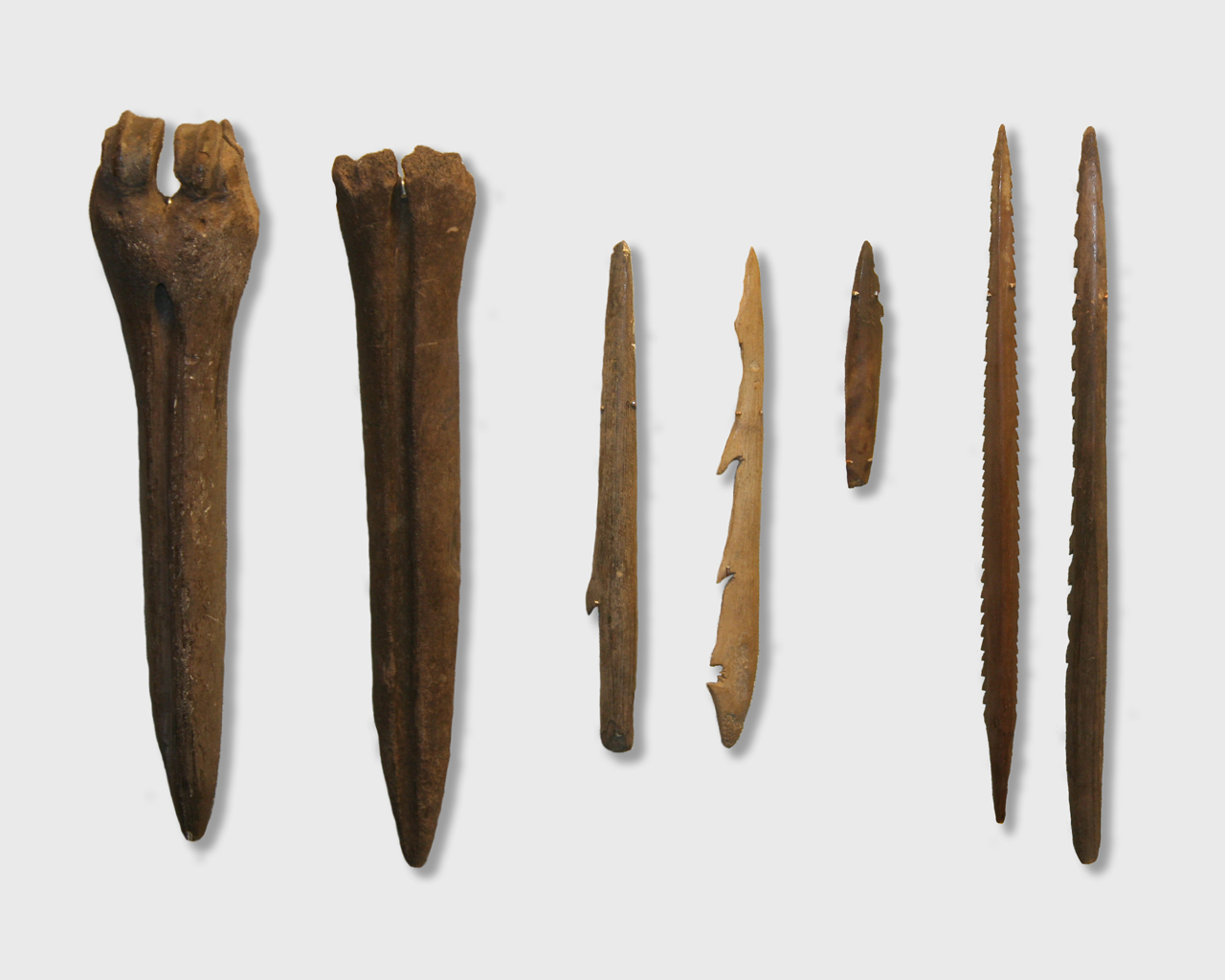
Знаряддя кундської культури

Кундська культура — археологічна культура мезоліту VIII—V тисячоліть до нашої ери, поширена на території східної Балтії від Польщі до Ленінградської області і південній Фінляндії. Назва культури походить від назви м. Кунда в Естонії.
Розвинулася на основі свідерської культури і пізніше еволюціонувала в нарвську культуру. Пулліське поселення кундської культури вважається слідом найдавнішого перебування людини на території Естонії. На теренах Білорусі відомо три поселення:
- два в Полоцькому районі і
- одне — у Верхньодвінському районі[2].

Представники культури часто використовували для виробництва інструментів і зброї роги та кістки, що було обумовлено рідкісними родовищами кременю в регіоні. Мертвих ховали в випрямленому положенні поодинці або групами (іноді в кілька ярусів), часто посипали трупи вохрою і клали до них знаряддя праці.